# It's a Wonderful Life

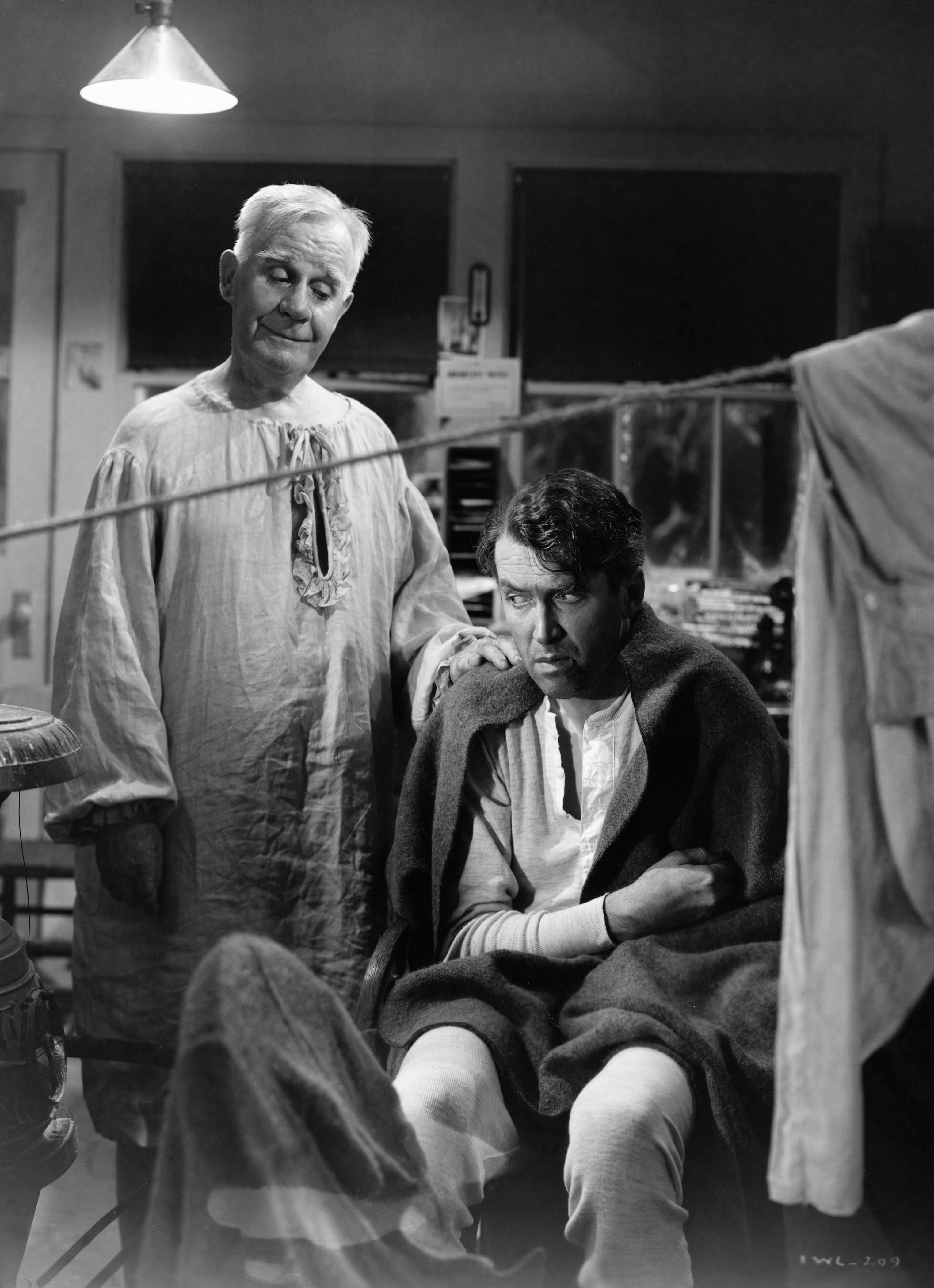
De engel Clarence verzorgt George

It's a Wonderful Life is een Amerikaanse kerst/komedie/dramafilm uit 1946, van de regisseur Frank Capra, geproduceerd door zijn eigen bedrijf Liberty Films. De film wordt weleens de beste ooit genoemd. De film staat zelfs op één in de AFI's 100 Years... 100 Cheers lijst, de lijst van het American Film Institute van de meest inspirerende Amerikaanse films aller tijden.
De hoofdrollen worden vertolkt door James Stewart en Donna Reed.

## Verhaal
Het is kerstavond. In de hemel is het druk met allerlei gebeden die vanaf de aarde komen. Hoofdengel Joseph is met name bezorgd over een groot aantal gebeden met betrekking tot George Bailey. Bailey zelf staat namelijk tamelijk wanhopig in de sneeuw op een brug. Hij haalt er Clarence Odbody bij, een engel 2e klas. Odbody moet Bailey redden van een zelfdodingspoging en kan hiermee voor zichzelf zijn vleugels verdienen. Voordat Clarence naar de aarde vertrekt, laat Joseph hem het leven van George zien.
Het blijkt dat George zijn hele leven bezig is om anderen te helpen ten koste van zichzelf. Op zijn twaalfde redt hij zijn broertje Harry die door het ijs is gezakt. George houdt een doof oor aan het avontuur over. Als hij als boodschappenjongen werkt voor de apotheker redt hij zijn baas die een fout maakt bij de samenstelling van een medicijn en daarbij bijna een kind doodt. Later wil George graag zijn stadje, Bedford Falls, verlaten om meer van de wereld te zien. Hij werkt echter in de bank van zijn vader, de Bailey Building and Loan Association, en wacht tot zijn broer Harry is geslaagd voor zijn eindexamen van de middelbare school, zodat hijzelf kan gaan studeren. Dan komt het nieuws dat zijn vader een beroerte heeft gehad en is overleden. Potter, een rijke, harteloze aandeelhouder in de bank, eist nu van het bestuur dat de bank stopt met de kredieten aan de armere mensen van Bedford Falls. George weet het bestuur te overtuigen van het nut van de kredieten, maar ze stellen één voorwaarde: George moet zijn vader opvolgen. George zwicht en geeft het geld om te studeren aan Harry. Later trouwt George met zijn jeugdliefde Mary en het paar besluit een huwelijksreis te maken naar een tropische bestemming. Maar dan slaat paniek in het dorp toe. Het is de dag van de krach op Wall Street en iedereen is bang dat zijn spaargeld is verdwenen. Potter die zelf ook een bank heeft en de bank van George wil overnemen biedt de spaarders 50 cent voor elke dollar. George en Mary offeren echter het geld voor de huwelijksreis op om de spaarders tevreden te stellen. Hoewel George dus weer niet verder komt dan Bedford Falls, is hij gelukkig in zijn stadje. Hij koopt een huis voor Mary en al snel komen er kinderen. Om armere mensen aan fatsoenlijke woonruimte te helpen met huizen met redelijke huren start hij het project Bailey Park. Het vormt een tegenwicht tegen de huizen van Potter die schandalige huren vraagt. De Tweede Wereldoorlog breekt uit en George meldt zich voor het leger. Hij wordt echter afgekeurd vanwege zijn dove oor. Zijn broer Harry wordt piloot en een held met 15 overwinningen. Hij schiet onder andere een vliegtuig neer dat zich op een Amerikaans troepenschip wil storten.
Op kerstavond 1946 loopt oom Billy, de wat kinderlijke broer van de vader van George en Harry, door Bedford Falls. Hij moet 8000 dollar van de bank storten, maar raakt afgeleid door een bericht in de krant. Harry Bailey heeft een hoge onderscheiding voor betoonde moed gekregen. Hij laat het bericht apetrots aan Potter zien. In triomf loopt oom Billy verder en vergeet dat het geld in de krant zit die hij bij Potter heeft achtergelaten. Als hij het geld wil storten kan hij het nergens vinden. George is wanhopig, helemaal als Potter hem weigert geld te lenen om de bank te redden. In plaats daarvan eist Potter de arrestatie van George wegens fraude. De wanhopige George zet het op een drinken en loopt wanhopig naar de brug. Hij is er zich niet van bewust dat verschillende mensen voor hem bidden. Hij wil zelfmoord plegen en zo de levensverzekering claimen van 15.000 dollar. Net op dat moment arriveert Clarence uit de hemel en springt in het water. George moet hem nu redden.
Later vertelt George verbitterd aan Clarence dat het beter was geweest als hij nooit geboren was. Clarence neemt George mee en toont hem een alternatieve wereld waarin George Bailey niet bestaat. Bedford Falls heet Potterville en veel mensen hebben het slecht omdat Potter alles bezit en de mensen uitzuigt. Het stadje is vergeven van louche kroegen en nachtclubs. Harry Bailey is op jonge leeftijd verdronken toen hij door het ijs zakte. De apotheker zit een gevangenisstraf uit wegens vergiftiging. Oom Billy zit in een gesticht, de moeder van George is een weduwe die amper haar hoofd boven water kan houden als pensionhoudster. Mary is een verbitterde oude vrijster die werkt in de plaatselijke bibliotheek. De geschokte George ziet nu in dat hij veel goeds heeft gedaan.
Vervolgens loopt Bailey terug naar de brug, en bidt of hij weer terug mag naar het gewone leven, waarin hij wél geboren was. Wanneer hij merkt dat dit gebeurd is, rent hij dankbaar en uitbundig door het stadje naar zijn huis toe. Hier komt vervolgens alles goed als de plaatselijke bevolking spontaan geld schenkt en George niet meer hoeft te lenen. Zijn broer komt naar hem toe en uiteindelijk zingt iedereen spontaan Auld Lang Syne.

## Rolverdeling
| Acteur           | Personage       |
| ---------------- | --------------- |
| James Stewart    | George Bailey   |
| Donna Reed       | Mary Hatch      |
| Lionel Barrymore | Mijnheer Potter |
| Thomas Mitchell  | Oom Billy       |
| Henry Travers    | Clarence        |
| Beulah Bondi     | Mevrouw Bailey  |
| Frank Faylen     | Ernie           |
| Ward Bond        | Bert            |
| Gloria Grahame   | Violet          |
| H.B. Warner      | Mijnheer Gower  |
| Todd Karns       | Harry Bailey    |
| Samuel S. Hinds  | Pa Bailey       |
| Mary Treen       | Nicht Tilly     |
| Frank Albertson  | Sam Wainwright  |
| Virginia Patton  | Ruth Dakin      |

## Achtergrond

### Scenario
Het scenario voor de film was gebaseerd op het korte verhaal The Greatest Gift, geschreven door Philip Van Doren Stern. Van Doren Stern schreef het verhaal in november 1939, maar slaagde er niet in om het gepubliceerd te krijgen. Uiteindelijk gaf hij zijn pogingen op en liet de tekst afdrukken als een soort kerstkaart en stuurde 200 exemplaren naar vrienden en familie. David Hempstead, een producer van RKO, zag de kerstkaart en las het verhaal. Hij zag er wel iets in als de volgende film van Cary Grant. RKO kocht het verhaal in april 1944 voor 10.000 dollar met de bedoeling Grant in te zetten voor de hoofdrol. Er werden drie scenarioversies geschreven. Dalton Trumbo schreef de eerste versie, die vervolgens twee keer werd herschreven door Clifford Odets en Marc Connelly. Geen van deze versies beviel de studio en het project belandde in de la. Grant kreeg de hoofdrol in een andere kerstfilm The Bishop's Wife. Charles Koerner, de baas van RKO, verkocht het verhaal vervolgens aan Frank Capra's Liberty Films voor 10.000 dollar. Capra kreeg de drie mislukte scenario's er gratis bij. Liberty Films, een onafhankelijke filmmaatschappij waar Capra in participeerde, had een deal met RKO voor de distributie van een aantal films. Capra ging samen met Frances Goodrich en Albert Hackett de scenario's herschrijven. Ze kregen hulp van Jo Swerling, Michael Wilson en Dorothy Parker, die de losse eindjes aan elkaar knoopten en van de drie scenario's een nieuw scenario maakten. Wilson en Parker waren met name verantwoordelijk voor de dialogen. Swerling herschreef naar eigen zeggen een kwart van het scenario. Ook de titel veranderde van The Greatast Gift via The Man Who Never Was in It's a Wonderful Life.
Het einde van de film kostte de nodige moeite. In een van de scenarioversies valt George Bailey op zijn knieën en bidt het Onzevader uit dank voor zijn redding. Aangezien er echter ook veel wordt gebeden in de openingsscène en de film een overreligieus tintje begon te krijgen, schrapte Capra deze scène.

### Acteurs
James Stewart kwam in 1945 terug uit de Tweede Wereldoorlog als een oorlogsheld. Hij diende drie jaar bij de luchtmacht en vloog verschillende missies boven Duitsland. Veel van zijn collega-acteurs waren blijven filmen of werkten mee aan het amusement voor de troepen. Stewart had moeite terug te komen in de filmwereld. Zijn contract bij MGM was verlopen en hij wist niet goed hoe hij verder moest. Samen met Henry Fonda die in hetzelfde schuitje zat (Fonda was drie jaar in actieve dienst bij de marine), vulde hij zijn dagen met praten en vliegeren. Regisseur Frank Capra was bezig met het selecteren van acteurs voor It's a Wonderful Life en had zowel Stewart als Fonda op het oog voor de rol van George Bailey.
Beide mannen hadden echter moeite om de rol te accepteren. Uiteindelijk wist Lionel Barrymore Stewart ervan te overtuigen dat hij de rol moest nemen. Toen Capra hem belde, ging Stewart naar de regisseur toe. Die vertelde de acteur dat hij een verhaal ging verfilmen met engelen die hun vleugels verdienen, kerstavond, een zelfmoordpoging. Halverwege zijn verhaal hield Capra in en vroeg Stewart of hij alles begreep. Stewart keek hem aan en zei: "Frank, als jij een film wil maken over een engel die zijn vleugels verdienen wil en een vent die van de brug wil springen, doe ik mee!". Capra was blij met de toezegging van Stewart. Hij had de rol die aanvankelijk was geschreven voor Cary Grant al herschreven met Stewart in gedachten.
Voor de rol van Mary, de vrouw van George, was de concurrentie groter. Aanvankelijk dacht Capra aan Jean Arthur, maar deze actrice had al verplichtingen. Ze had een contract getekend voor een Broadwayproductie. Ginger Rogers was de volgende kandidaat, maar zij vond het scenario te nietszeggend. Capra overwoog vervolgens Olivia de Havilland, Martha Scott en Ann Dvorak, maar koos uiteindelijk voor de minder bekende Donna Reed. Het zou haar eerste grote rol worden.
Ook Lionel Barrymore was niet de eerste keuze. Capra overwoog Edward Arnold, Charles Bickford, Edgar Buchanan, Louis Calhern, Victor Jory, Raymond Massey, Vincent Price en zelfs Thomas Mitchell. De rol van Ebenezer Scrooge die Barrymore vertolkte in een hoorspelversie van A Christmas Carol op de radio gaf echter de doorslag.

### Productie

#### Liberty Films
Net als James Stewart en Henry Fonda bemerkte regisseur Frank Capra een terughoudendheid bij de grote studio's toen hij na de oorlog weer speelfilms wilde maken. Hij had zich drie jaar lang beziggehouden met het maken van oorlogsdocumentaires voor het Army Signal Corps. In de publiciteit had hij zich zeer kritisch uitgelaten over de oorlogsspeelfilms van de Hollywoodstudio's, die in zijn ogen niet realistisch waren en de echte soldaten tekortdeden. Er was zo'n grote verwijdering ontstaan dat Capra besloot om samen met de voormalige onderdirecteur van Columbia Pictures Samuel Briskin een eigen onafhankelijke studio op te richten. Samen met de regisseurs William Wyler en George Stevens werd in april 1945 Liberty Films opgericht. It's a Wonderful Life werd de eerste productie van Liberty Films. Capra leende 1,54 miljoen dollar van de Bank of America om de film te realiseren. Het totale budget liep echter op tot 3,78 miljoen en werd daarmee de duurste film die Capra ooit maakte

#### Decors
Het verhaal gaat dat Capra in 1945 een bezoek bracht aan Seneca Falls, een stadje gelegen tussen Syracuse en Rochester in de staat New York. Volgens de inwoners raakte Capra zo onder de indruk van Seneca Falls dat hij voor het decor van Bedford Falls delen van de stad als inspiratie gebruikte. Ook de naam Bedford Falls komt van Seneca Falls, in combinatie met Bedford Hills, een andere kleine stad in Westchester County, New York. De film werd opgenomen in de RKO-studio in Culver City, Californië, en RKO Ranch in Encino. Op de ranch werd ook de buitenset met Bedford Falls gebouwd. De buitenset was gigantisch en strekte zich uit over 16.000 vierkante meter. Het decor met de stad Bedford Falls was opgebouwd in drie aparte delen met een hoofdstraat van ongeveer 275 meter lang, geflankeerd door 75 winkels en gebouwen en 20 eikenbomen. Er was een fabriekswijk gebouwd en een achterbuurtgedeelte. In de maanden voorafgaand aan de opnamen werd de set blootgesteld aan duiven, honden en katten om zo een meer verweerd karakter te creëren. James Stewart was idolaat van de buitenset. Het herinnerde hem aan zijn geboortestad Indiana in Pennsylvania. De bouw van de buitenset nam twee maanden in beslag. De scènes die speelden in Bailey Park werden opgenomen in La Crescenta, Californië.

#### Opnamen
De opnamen begonnen op 15 april 1946 en eindigden op 27 juli 1946, precies op schema. Er waren weinig problemen. Soms waren er zelf meevallers. In de scène dat George en Mary bij het oude, verlaten Granville House staan, gooit Mary een steen door een van de ruiten. Volgens een lokale legende brengt dat geluk. Capra die weinig vertrouwen had in de mikkunsten van Donna Reed, had een expert ingehuurd om de steen door de ruit te werpen. Tot zijn grote verbazing (en die van Donna Reed zelf) wierp de actrice de steen in een keer door het bewuste raam.
De opnamen vonden plaats in de zomer en het was bloedheet op de buitenset. Tijdens de opname van de scène waar George en de engel Clarence op de brug in de sneeuw staan en het schijnbaar vriest dat het kraakt was het in werkelijkheid 32 graden. James Stewart zweet niet voor niets als een otter in deze scène. Op zeker moment was het zelfs zo heet dat Capra de filmploeg en acteurs een dag vrij gaf. De sneeuw die in de film te zien is, is dan ook nep. Normaliter gebruikte men in die tijd daarvoor gestampte maisvlokken die wit waren geschilderd. Het probleem was echter dat de vallende maisvlokken zo'n herrie maakten dat er geen geluidsopnamen konden worden gemaakt. Dialogen werden dan later ingesproken. Capra stond er echter op dat hij het geluid tegelijk met het beeld kon opnemen. De technische ploeg van de film creëerde toen chemische sneeuw. Die werd vervaardigd van foamite, een schuim dat door de brandweer werd gespoten om vuur te doven, zeep en water. Het mengsel werd vervolgens onder hoge druk op de set gespoten. Er was bijna 23.000 liter kunstsneeuw nodig voor de film.
Een van de redenen dat Capra graag met James Stewart werkte was vanwege het vermogen van de acteur om naturel over te komen. Stewart zelf was echter beducht dat hij het acteren een beetje verleerd was. Zo was hij erg bang voor de eerste filmkus. Hij had het idee dat het gekunsteld zou overkomen. Hij stond er op om niet te oefenen en de scène gelijk op te nemen. Capra ging akkoord en iedereen was het erover eens dat de opname niet over hoefde, Stewart was nog altijd naturel. Dat bleek overigens ook toen Stewart tijdens de opnamen geëmotioneerd raakte. Het was de scène waar zijn personage, George Bailey, wanhopig is over alle tegenslag en tot God bidt. Stewart was zo geëmotioneerd dat hij spontaan in tranen uitbarstte. Dit stond niet in het scenario, maar Capra was er verrukt over. Helaas had hij geen close-up van Stewart van het bewuste moment. De regisseur begreep echter dat Stewart deze emotie nooit meer zo zou kunnen herhalen. Dus stapte Capra naar het filmlaboratorium en besteedde daar vele uren aan het vergroten van het gezicht van Stewart totdat hij zijn close-up had. Het was een prestatie van formaat, elk filmbeeldje moest apart vergroot worden.
Een ander fraai stukje improvisatie dat Capra in de schoot kreeg geworpen, gebeurde tijdens de opname voor de scène waar de dronken oom Billy door George Bailey in de goede richting wordt gestuurd. Nadat George Bailey heeft gewezen en oom Billy uit het beeld verdwijnt, is plotseling een hoop herrie te horen als de camera zich weer op George richt. Vervolgens horen we oom Billy roepen: "I'm allright! I'm allright!". Omdat James Stewart als George Bailey gewoon doorgingen met acteren lijkt het alsof alles zo voorzien is en oom Billy over een aantal vuilnisbakken is gevallen. In werkelijkheid gooide een onhandige medewerker per ongeluk filmapparatuur omver. Zowel Stewart als Thomas Mitchell (oom Billy) improviseerden en zo kon Capra de scène gewoon gebruiken. Hij zou zelfs de onhandige medewerker beloond hebben met 10 dollar.

### Ontvangst
Oorspronkelijk zou de film in 1947 uitkomen, maar toen de firma Technicolor er niet in slaagde om de afdrukken van de RKO-kerstproductie Sinbad the Sailor op tijd klaar te krijgen, schoof RKO de première van It's a Wonderful Life naar voren en kwam de film op 20 december 1946 in de bioscoop. In de zaal zat ook een agent van de FBI, die in die tijd een onderzoek instelde naar on-Amerikaanse activiteiten in Hollywood. De agent zag twee aanwijzingen in het verhaal voor een communistische tendens. De bankier Potter zou een karikatuur zijn van de Amerikaanse ondernemer, terwijl de hoofdpersoon George communistische ideeën zou verbreiden. De FBI stuurde zijn rapport naar het House Committee on Un-American Activities, dat er echter niets mee deed.
De officiële première was op 7 januari 1947. Het was geen echte mislukking, de film eindigde qua opbrengst op plaats 26 van de 400 films dat jaar, maar de studio was desondanks teleurgesteld. Men vond dat Capra het contact met het publiek had verloren. Ook de recensies waren kritisch. De humor en inventiviteit van Capra werden geprezen, maar veel critici vonden de film te sentimenteel. Voor Liberty Films was het een bittere pil dat de film geen winst maakte. Het totale budget bedroeg 3,7 miljoen dollar en de opbrengst was 3,3 miljoen. Deze klap betekende dan ook vrijwel meteen het einde voor de maatschappij. Liberty Films werd verkocht aan Paramount en maakte nog één film This and the State of the Union (1948) om vervolgens in 1951 opgedoekt te worden.

### Herontdekking
Het zou tot 1974 duren voordat de film de klassieker werd die het nu is. In de jaren zeventig en tachtig werd de film rondom kerst met regelmaat op televisie uitgezonden. Capra bereikte een heel nieuw publiek en de hernieuwde belangstelling leidde ertoe dat de film werd opgenomen in de Top 100 van het American Film Institute.
Het verhaal van It's a Wonderful Life is inmiddels meerdere keren bewerkt voor onder andere hoorspelen en toneelstukken. In 1977 werd een nieuwe versie van de film gemaakt getiteld It Happened One Christmas.
De primaire plot van de film, een personage dat door zijn/haar beschermengel of op een andere manier te zien krijgt hoe slecht de wereld af zou zijn als hij/zij niet was geboren of andere keuzes in zijn/haar leven had gemaakt, is nadien in tal van andere films en televisieseries overgenomen.

## Prijzen en nominaties
Bij de Oscaruitreiking in 1947 greep It's a Wonderful Life naast de prijzen. De film werd genomineerd voor vijf Oscars: beste acteur, beste regie, beste montage, beste geluid en beste film, maar verzilverde er niet een. Aan het eind van 1947 was It's a Wonderful Life eigenlijk alweer vergeten.
In 1947 won de film wel een Golden Globe voor beste regisseur. In 1949 won de film de CEC Award voor beste buitenlandse film.
In 1994 kreeg Jimmy Hawkins voor zijn rol in de film de Former Child Star Lifetime Achievement Award.